# BUMA/STEMRA
BUMA/STEMRA são duas organizações privadas nos Países Baixos: a Associação Buma (neerlandês: Vereniging Buma) e a Fundação Stemra (neerlandês: Stichting Stemra) que operam conjuntamente como empresa única que atua nesse país para o recebimento e na distribuição dos valores dos direitos autorais para compositores e editoras musicais.

## História
A Associação Buma foi criada por compositores e editores musicais neerlandeses em 1913, um ano após a lei de copyright dos Países Baixos (Auteurswet) ter sido posta em vigor. Em 1936, com a grande difusão dos discos de vinil, a replicação de música multiplicou-se. Percebendo o impacto disso, os membros da Associação Buma criaram a Fundação Stemra, que se dedica à questão da replicação de trabalhos gravados de música, indo dos LPs, passando pelos CDs e chegando ao download digital na internet.
Em 2001, a Buma/Stemra processou a Consumer Empowerment, empresa que controlava o Kazaa nos Países Baixos. A ordem judicial foi no sentido de que o Kazaa tomasse medidas no sentido de impedir seus usuários de violar os direitos de autor ou então pagasse uma multa pesada. Em outubro daquele ano um outro processo foi feito contra a Consumer Empowerment por membros das indústrias fonográfica e cinematógrafia nos Estados Unidos. Como consequência, a Consumer Empowerment vendeu o Kazaa à Sharman Networks, sediada na Austrália e incorporada em Vanuatu. No final de março de 2002, uma corte de apelação nos Países Baixos reverteu um julgamento anterior e declarou que o Kazaa não era responsável pelas ações de seus usuários. Buma/Stemra perdeu o recurso diante da Corte Suprema em dezembro de 2003.